# Hesperocranum
Hesperocranum là một chi nhện trong họ Liocranidae.